# حسنی مبارک
محمد حسنی سید مبارک (عربی: مُحَمَّد حُسنی سید مُبارَک؛ (زاده ۴ مه ۱۹۲۸ – درگذشته ۲۵ فوریه ۲۰۲۰) سیاستمدار و افسر نظامی مصری بود که به عنوان چهارمین رئیس‌جمهور مصر از ۱۹۸۱ تا ۲۰۱۱ خدمت کرد.
قبل از ورود به سیاست، مبارک یک افسر حرفه‌ای در نیروی هوایی مصر بود. او از ۱۹۷۲ تا ۱۹۷۵ فرمانده این نیرو بود و در سال ۱۹۷۳ به درجه مارشال هوایی ارتقا یافت. در سال ۱۹۷۵، او به عنوان معاون رئیس‌جمهور توسط رئیس‌جمهور انور سادات منصوب شد و پس از ترور او در سال ۱۹۸۱، ریاست‌جمهوری را به عهده گرفت. ریاست‌جمهوری مبارک تقریباً سی سال به طول انجامید و او را به طولانی‌ترین حاکم مصر از زمان محمدعلی پاشا تبدیل کرد که از ۱۸۰۵ تا ۱۸۴۸ بر کشور حکومت کرد.
کمتر از دو هفته پس از ترور رئیس‌جمهور سادات، مبارک به سرعت در یک رفراندوم با یک نامزد در سال ۱۹۸۱ به ریاست‌جمهوری رسید و دوره خود را از طریق رفراندوم‌های با یک نامزد در سال‌های ۱۹۸۷، ۱۹۹۳ و ۱۹۹۹ تمدید کرد. تحت فشار ایالات متحده، مبارک اولین انتخابات چند حزبی کشور را در سال ۲۰۰۵ برگزار کرد که او در آن پیروز شد. در سال ۱۹۸۹، او موفق شد عضویت مصر در اتحادیه عرب را که از زمان توافقات کمپ دیوید با اسرائیل متوقف شده بود، دوباره برقرار کند و مقر اتحادیه عرب را به قاهره بازگرداند. او به خاطر موضع حمایتی‌اش در مورد روند صلح اسرائیل و فلسطین و همچنین نقش خود در جنگ خلیج فارس، شناخته شده بود. با وجود فراهم کردن ثبات و دلایل رشد اقتصادی، حکومت او سرکوبگر بود. وضعیت اضطراری که از زمان جنگ ۱۹۶۷ برقرار بود، مخالفان سیاسی را سرکوب کرد، سرویس‌های امنیتی خشونت زیادی تحمیل کرده و فساد به‌طور گسترده‌ای رواج یافت.
مبارک در طول انقلاب مصر در سال ۲۰۱۱ پس از ۱۸ روز تظاهرات از مقام خود کناره‌گیری کرد. در ۱۱ فوریه ۲۰۱۱، عمر سلیمان، معاون رئیس‌جمهور وقت، اعلام کرد که او و مبارک هر دو استعفا داده و اختیارات را به شورای عالی نیروهای مسلح منتقل کرده‌اند.
در ۱۳ آوریل ۲۰۱۱، یک دادستان دستور داد که مبارک و دو پسرش، علاء و جمال، به مدت ۱۵ روز برای سوالات دربارهٔ اتهامات فساد و سوءاستفاده از قدرت بازداشت شوند. سپس مبارک به محاکمه به اتهام سهل‌انگاری در عدم توقف کشتار معترضان مسالمت‌آمیز در طول انقلاب فراخوانده شد. این محاکمات از ۳ اوت ۲۰۱۱ آغاز شد و او را به اولین رهبر عرب تبدیل کرد که در کشور خود در یک دادگاه عادی محاکمه می‌شود. در ۲ ژوئن ۲۰۱۲، یک دادگاه مصری مبارک را به حبس ابد محکوم کرد. پس از صدور حکم، گزارش شد که او دچار یک سری بحران‌های پزشکی شده است. در ۱۳ ژانویه ۲۰۱۳، دیوان عالی کشور مصر (دادگاه عالی تجدیدنظر) حکم مبارک را لغو کرده و دستور محاکمه مجدد او را صادر کرد. در محاکمه مجدد، مبارک و پسرانش در ۹ مه ۲۰۱۵ به اتهام فساد محکوم و به حبس محکوم شدند. مبارک در یک بیمارستان نظامی بازداشت شد در حالی که پسرانش در ۱۲ اکتبر ۲۰۱۵ توسط یک دادگاه قاهره آزاد شدند. مبارک در ۲ مارس ۲۰۱۷ توسط دیوان عالی کشور تبرئه شد و در ۲۴ مارس ۲۰۱۷ آزاد گردید.
مبارک در سال ۲۰۲۰ در سن ۹۱ سالگی درگذشت. او با یک تشییع جنازه دولتی مورد احترام قرار گرفت و در یک قطعه خانوادگی در خارج از قاهره به خاک سپرده شد.

## تاریخچه
حسنی مبارک مثل بسیاری دیگر از مردم فقیر شهرستان‌ها، به نیروهای مسلح مصر پیوست که یکی از معدود راه‌های او برای پیشرفت در جامعه مصر بود. در بیست سالگی از آکادمی نظامی مصر فارغ‌التحصیل شد.
در پایان جنگ یوم کیپور در اکتبر ۱۹۷۳، به خاطر موفقیت نیروهای تحت امرش در دفاع از مصر و نبرد با اسرائیل از وی به عنوان «قهرمان ملی» یاد می‌شد و به مقام فرماندهی نیروی هوایی مصر ارتقا یافت و پس از مدتی تا مقام «معاون رئیس‌جمهور مصر» بالا رفت. حسنی مبارک پس از ترور انور سادات در ۶ اکتبر ۱۹۸۱ به ریاست جمهوری رسید. او پیش از آغاز اعتراضات سراسری در مصر، یکی از قدرتمندترین حاکمان منطقه به‌شمار می‌رفت.

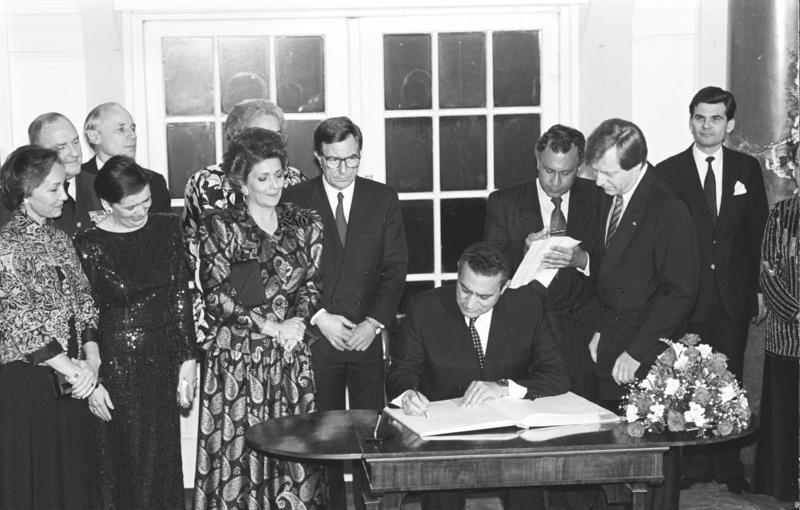
برلین ۱۹۸۹

حسنی مبارک از تاریخ ۱۴ اکتبر ۱۹۸۱ که به مقام ریاست‌جمهوری مصر رسید، سه بار در انتخابات ریاست‌جمهوری، بدون این که رقیبی در برابرش باشد به پیروزی رسید. در سال ۲۰۰۵، برای چهارمین دوره پی‌درپی به ریاست‌جمهوری انتخاب شد. طبق قانون سال ۱۹۷۱ مصر، حسنی مبارک کنترل کشور را می‌بایست تا سپتامبر ۲۰۱۱ عهده‌دار می‌بود، اما با توجه به شرایط دشوار کشورش، در تاریخ ۱۱ فوریه ۲۰۱۱، از مقام ریاست‌جمهوری استعفا و قدرت را به «شورای عالی نیروهای مسلح مصر» واگذار کرد.
او در سال ۱۹۸۱ پس از ترور محمد انور سادات به ریاست‌جمهوری مصر رسید. وی در طول سی سال ریاست جمهوری خود، «حالت فوق‌العاده» را که از زمان جنگ شش روزه برقرار شده بود را حفظ کرد و سیاست خارجی انور سادات در رابطه با «صلح با اسرائیل» را ادامه داد.

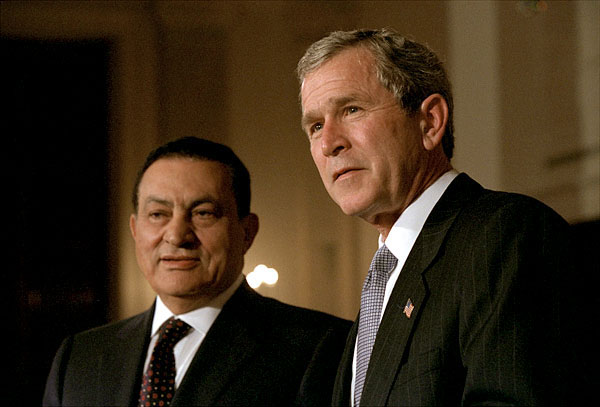
مبارک و جورج بوش (۲۰۰۲)

در دوره زمامداری حسنی مبارک، آزادی مطبوعات در مصر از اکثر همسایگانش بیشتر بود. اقتصاد مصر توسعه یافت و با ایجاد تنوع در آن، سهم بخش خصوصی در تولید ناخالص داخلی از سهم بخش دولتی پیشی گرفت.

## اعتراضات به ۳۰ سال زمامداری مبارک
در پی هفده روز اعتراضات سراسری در مصر، که عمدتاً در میدان التحریر قاهره برپا شد در تاریخ ۱۰ فوریه ۲۰۱۱ گزارش‌های متعدد حکایت از استعفای قریب‌الوقوع او داشت. اما در یک سخنرانی تلویزیونی، اعلام کرد در سمت خود باقی خواهد ماند تا شرایط را برای انتقال صلح‌آمیز قدرت آماده کند و همچنین اصلاح ۶ اصل قانون اساسی و ابطال یک اصل آن را اعلام کرد. در تاریخ ۱۱ فوریه ۲۰۱۱، یک روز پس از این مصاحبه، با بیانه‌ای که از طرف معاونش عمر سلیمان منتشر شد، در هجدهمین روز اعتراض عمومی مردم مصر با اشاره به شرایط دشوار کشورش، از ریاست جمهوری استعفا و قدرت را به ارتش واگذار کرد.

## استعفا
حسنی مبارک در تاریخ ۱۱ فوریه ۲۰۱۱ از ریاست‌جمهوری مصر استعفا داد. حکومت را به «شورای عالی نیروهای مسلح مصر» به ریاست بزرگ ارتشبد محمدحسین طنطاوی واگذار کرد و به شرم‌الشیخ در شبه‌جزیره سینا رفت.
در تاریخ ۲۸ فوریه ۲۰۱۱، دادستان عمومی مصر، حُسنی مبارک، رئیس‌جمهور پیشین مصر و خانواده او را ممنوع‌الخروج و اموال و دارایی‌های او و خانواده‌اش را توقیف کرد.

## محاکمه و تبرئه حسنی مبارک

### اولین محاکمه
در تاریخ ۳ اوت ۲۰۱۱ اولین جلسه دادگاه وی و دو تن از فرزندانش در دادگاهی که در یک مرکز آموزش پلیس ایجاد شده بود، برگزار شد.
حسنی مبارک در حالی که روی برانکارد قرار داشت به وسیلهٔ آمبولانس به قفسی داخل دادگاه منتقل شد. قبل از شروع دادگاه عده‌ای از موافقان و مخالفان وی بشدت با هم درگیر شدند.
در دادگاه نزدیک به ۶۰۰ نفر حضور داشتند که از خانواده‌های قربانیان اعتراضات بودند. اتهام آن‌ها کشتار معترضان و فساد مالی بود که هم خود و هم پسرانش آن را رد کردند.

### دومین محاکمه
دومین جلسه رسیدگی به اتهامات مبارک و دو پسرش اعلا و جمال در تاریخ ۱۵ اوت ۲۰۱۱ در حالی برگزار شد که باز هم وی در همان حالت روی برانکارد و در قفس دادگاه را سپری کرد.
اتهاماتی که در این جلسه مطرح شد مربوط به فساد مالی و دریافت رشوه بابت امضا قرارداد فروش نفت به اسرائیل بود که مبارک این اتهامات را نپذیرفت.
قاضی از زیاد بودن وکلا گلایه کرد و همچنین دستور داد از این پس جلسات دادگاه از تلویزیون پخش زنده نشود. دلیل این کار سهولت در امر برگزاری دادگاه ذکر شده بود.

### سومین محاکمه
در روز ۲ ژوئن ۲۰۱۲ و در آخرین محاکمه وی، قاضی او را به دلیل کشتار مردم به حبس ابد محکوم کرد. حبیب العادلی، وزیر کشور پیشین مصر، نیز به اتهام مشابهی به حبس ابد محکوم شد. این در حالی است که پسران او از اتهام فساد تبرئه شدند. گفته می‌شود که حسنی مبارک در حین انتقال به دادگاه گریه کرده و در برابر خروج از هلیکوپتر مقاومت نشان داده‌است.

### تبرئه و صدور حکم آزادی
اتهامات حسنی مبارک و همراهانش در پرونده‌ای قطور با بیش از ۵۰ هزار صفحه به رشته تحریر درآمد و مهم‌ترین اتهامات وارده به مبارک را می‌توان در جنایت قتل عمد، کشتار تظاهرات‌کنندگان مصری، زیر گرفتن عمدی تظاهرات‌کنندگان با هدف کشتن آنها، ایجاد رعب و وحشت در میان تظاهرات‌کنندگان، واداشتن آن‌ها به چشم پوشی از خواسته‌های خویش، حمایت از مقامات و مسئولان رژیم و باقی ماندن بر مسند قدرت خلاصه کرد.
در ژانویه ۲۰۱۳ دادگاه تجدید نظر مصر همه احکام صادر شده در پرونده مبارک را باطل اعلام و دستور محاکمه مجدد همه متهمان را صادر کرد.
در آوریل سال ۲۰۱۳ دادستان کل مصر دستور بازداشت پانزده روزه مبارک در پرونده فساد مالی مربوط به کاخ‌های ریاست جمهوری را صادر کرد.
چند روز پیش دادگاهی در قاهره حکم آزادی مبارک را در پرونده قصرهای ریاست جمهوری صادر کرد و حکم بازداشت او در پرونده فساد دیگری معروف به هدایای اهرام را صادر کرد که این پرونده آخرین پرونده فساد مالی مبارک بود که با صدور حکم تبرئه وی در ۲۱ اوت ۲۰۱۳، روز بعد مبارک آزاد گردید.
حسنی مبارک، روز پنجشنبه ۲۶ نوامبر ۲۰۱۵ سکته قلبی کرد و در بخش مراقبت‌های ویژه بیمارستان بستری شد.
در ۲۳ آذر ۱۳۹۴، تیم معالج مبارک اعلام کرد که حال حسنی مبارک بسیار وخیم است.
در ۲ مارس ۲۰۱۷، دادگاه رسیدگی مصر پرونده حسنی مبارک را از اتهام کشتار معترضان تبرئه کرد. سرانجام در ۲۲ مارس ۲۰۱۷، مبارک از زندان (بیمارستان ارتش) آزاد شد.

## درگذشت
حسنی مبارک در ۲۵ فوریه ۲۰۲۰ در ۹۱ سالگی در بیمارستانی در شهر قاهره درگذشت.